# Molgula appendiculata
Molgula appendiculata is een zakpijpensoort uit de familie van de Molgulidae. De wetenschappelijke naam van de soort is voor het eerst geldig gepubliceerd in 1877 door Heller.